# Sergio Angulo
Sergio Angulo, más conocido como Checho Angulo (Ibagué, Tolima, Colombia; 14 de septiembre de 1960), es un exfutbolista y entrenador colombiano de origen panameño. Y actualmente hace parte de las divisiones menores del Deportivo Cali en la parte técnica. Su hijo es el exfutbolista Mario Sergio Angulo.

## Trayectoria
Luego de ser un goleador destacado y tras 20 años como jugador profesional en el año 1998 decide colgar los botines.
A comienzos de 1999 llega a dirigir las lnferiores del Deportivo Cali tras un año allí recibe el llamado en el año 2000 de Diego Edison Umaña para que lo asistiera en Millonarios FC a lo cual él acepta y esta toda la temporada con equipo 'embajador'.
En el año 2001 toma el mando del Expreso Palmira siendo su primera experiencia como DT en propiedad, al culminar la temporada el equipo fue vendido para dar paso al Expreso Rojo (actual Tigres Fútbol Club) y él no haría parte del proyecto por lo que para el año 2002 regresa al Deportivo Cali está vez como asistente en el equipo profesional donde hasta el 2008 asistió a todos los entrenadores con varios títulos y subtítulos.
Luego de 10 años retoma como DT principal de un club fichando en diciembre de 2011 con el Tauro FC de Panamá con el que dio resultados inmediatos y se consagró campeón con el equipo 'albinegro'. Dirigió está abril de 2012.
En 2014 regresa a las lnferiores del Deportivo Cali, cabe destacar que al equipo profesional lo ha dirigido como interino en varias ocasiones.
El 22 de septiembre del 2022 el Deportivo Cali comunica oficialmente que Sergio Angulo asume el cargo cómo director técnico interino de la institución mientras se define el director técnico en propiedad.
El 4 de octubre del 2022 termina su vínculo con el Deportivo Cali ya que el experimentado director técnico Jorge Luis Pinto  asume el cargo en propiedad del club.
En diciembre del 2022 se confirma que retoma el cargo de director técnico del Deportivo Cali pero esta vez al equipo profesional femenino tras la renuncia de Jhon Alber Ortiz.
Durante 2023 dirigió al Deportivo Cali Femenino, dejando su cargo para regresar a las divisiones menores del club.

## Selección nacional
Con la Selección de Colombia participó en el Sudamericano Sub-20 de 1979 en donde anotó un gol, también participó en el Preolímpico de 1984.

### Participaciones enCopas América
| Torneo                 | Sede                   | Resultado              | PJ | GA | Asis |
| ---------------------- | ---------------------- | ---------------------- | -- | -- | ---- |
| Copa América 1987      | Argentina              | Tercer lugar           | 1  | 0  | 0    |
| Copa América 1989      | Brasil                 | Fase de grupos         | 4  | 0  | 1    |
| Total en Copas América | Total en Copas América | Total en Copas América | 5  | 0  | 1    |

### Participaciones enEliminatorias al Mundial
| Eliminatoria                         | Sede del Mundial | Posición                                        | Resultado | PJ | GA | Asis |
| ------------------------------------ | ---------------- | ----------------------------------------------- | --------- | -- | -- | ---- |
| Eliminatorias Mundial de México 1986 | México           | 3°lugar 6pts Grupo 1 (Perdedor Repesca Interna) | Eliminado | 1  | 1  | 0    |

## Clubes

### Como jugador
| Club                  | País     | Año       |
| --------------------- | -------- | --------- |
| Deportivo Cali        | Colombia | 1978-1982 |
| Cúcuta Deportivo      | Colombia | 1982      |
| Deportivo Cali        | Colombia | 1983-1986 |
| Santa Fe              | Colombia | 1987-1988 |
| América de Cali       | Colombia | 1989-1992 |
| Deportivo Pereira     | Colombia | 1993      |
| Cúcuta Deportivo      | Colombia | 1994      |
| Independiente Popayán | Colombia | 1995      |
| Deportivo Pasto       | Colombia | 1996      |
| Deportivo Unicosta    | Colombia | 1997      |

### Como asistente técnico
| Club                      | Año         | Asistente De     |
| ------------------------- | ----------- | ---------------- |
| Millonarios · Colombia    | 2000 - 2001 | Diego Umaña      |
| Deportivo Cali · Colombia | 2002 - 2003 | Oscar Quintabani |
| Deportivo Cali · Colombia | 2005 - 2006 | Pedro Sarmiento  |

### Como formador
| Club                                  | País     | Año           |
| ------------------------------------- | -------- | ------------- |
| Divisiones menores del Deportivo Cali | Colombia | 2003 - 2004   |
| Divisiones menores del Deportivo Cali | Colombia | 2006 - 2010   |
| Divisiones menores del Deportivo Cali | Colombia | 2014 - 2017   |
| Divisiones menores del Deportivo Cali | Colombia | 2019 - 2021   |
| Divisiones menores del Deportivo Cali | Colombia | 2024-presente |

### Como entrenador
| Equipo                             | Desde                    | Hasta                   | Partidos    | Partidos    | Partidos    | Partidos    | Partidos    |
| Equipo                             | Desde                    | Hasta                   | PJ          | PG          | PE          | PP          | Rendimiento |
| ---------------------------------- | ------------------------ | ----------------------- | ----------- | ----------- | ----------- | ----------- | ----------- |
| Expreso Palmira · Colombia         | 2001                     | 2001                    | Desconocido | Desconocido | Desconocido | Desconocido | Desconocido |
| Cortuluá · Colombia                | 1 de enero de 2011       | 5 de abril de 2011      | 11          | 4           | 2           | 5           | 40.4%       |
| Tauro · Panamá                     | 1 de enero de 2012       | 22 de mayo de 2012      | 21          | 12          | 5           | 4           | 59.79%      |
| Deportivo Cali · Colombia          | 17 de octubre de 2017    | 17 de diciembre de 2017 | 5           | 1           | 1           | 3           | 22.22%      |
| Tauro · Panamá                     | 19 de marzo de 2018      | 8 de junio de 2018      | 9           | 4           | 4           | 1           | 64.2%       |
| Tauro · Panamá                     | Total club               | Total club              | 30          | 16          | 9           | 5           | 63.33%      |
| San Francisco · Panamá             | 18 de septiembre de 2018 | 31 de diciembre de 2018 | 13          | 6           | 3           | 4           | 52.82%      |
| Árabe Unido · Panamá               | 24 de agosto de 2021     | 15 de noviembre de 2021 | 12          | 5           | 5           | 2           | 75.56%      |
| Deportivo Cali · Colombia          | 23 de septiembre de 2022 | 2 de octubre de 2022    | 2           | 0           | 0           | 2           | 0%          |
| Deportivo Cali · Colombia          | Total club               | Total club              | 7           | 1           | 1           | 5           | 19.05%      |
| Deportivo Cali Femenino · Colombia | 15 de diciembre de 2022  | 15 de noviembre de 2023 | 18          | 7           | 7           | 4           | 51.85%      |
| Consolidado Total                  | Consolidado Total        | Consolidado Total       | 92          | 39          | 27          | 26          | 52.17%      |

## Palmarés

### Como jugador

#### Campeonatos nacionales
| Título              | Club               | País     | Año     |
| ------------------- | ------------------ | -------- | ------- |
| Categoría Primera A | América de Cali    | Colombia | 1990    |
| Categoría Primera A | América de Cali    | Colombia | 1992    |
| Categoría Primera B | Deportivo Unicosta | Colombia | 1996-97 |

### Como entrenador

#### Campeonatos nacionales
| Título                  | Club     | País   | Año  |
| ----------------------- | -------- | ------ | ---- |
| Liga Panameña de Fútbol | Tauro FC | Panamá | 2012 |

### Distinciones individuales
| Distinción                                    | Año  |
| --------------------------------------------- | ---- |
| Goleador del Campeonato colombiano (29 goles) | 1988 |